# Phyllophaga sylvatica
Phyllophaga sylvatica är en skalbaggsart som beskrevs av Ivan T. Sanderson 1942. Phyllophaga sylvatica ingår i släktet Phyllophaga och familjen Melolonthidae. Inga underarter finns listade i Catalogue of Life.